# Hippodrome de la Côte d'Azur

Hippodrome de la Côte d'Azur är en travbana i staden Cagnes-sur-Mer i Frankrike. Banan stod klar 1952, men hade sin officiella invigning först 1960.
Banans mest prestigefyllda lopp är Grand Critérium de Vitesse, som räknas som ett av de stora klassiska loppen i Europa. Anläggningen har även en gräsbana, samt publikkapacitet på 11 300 personer. Underlaget på travbanan är sand.

## Galleri

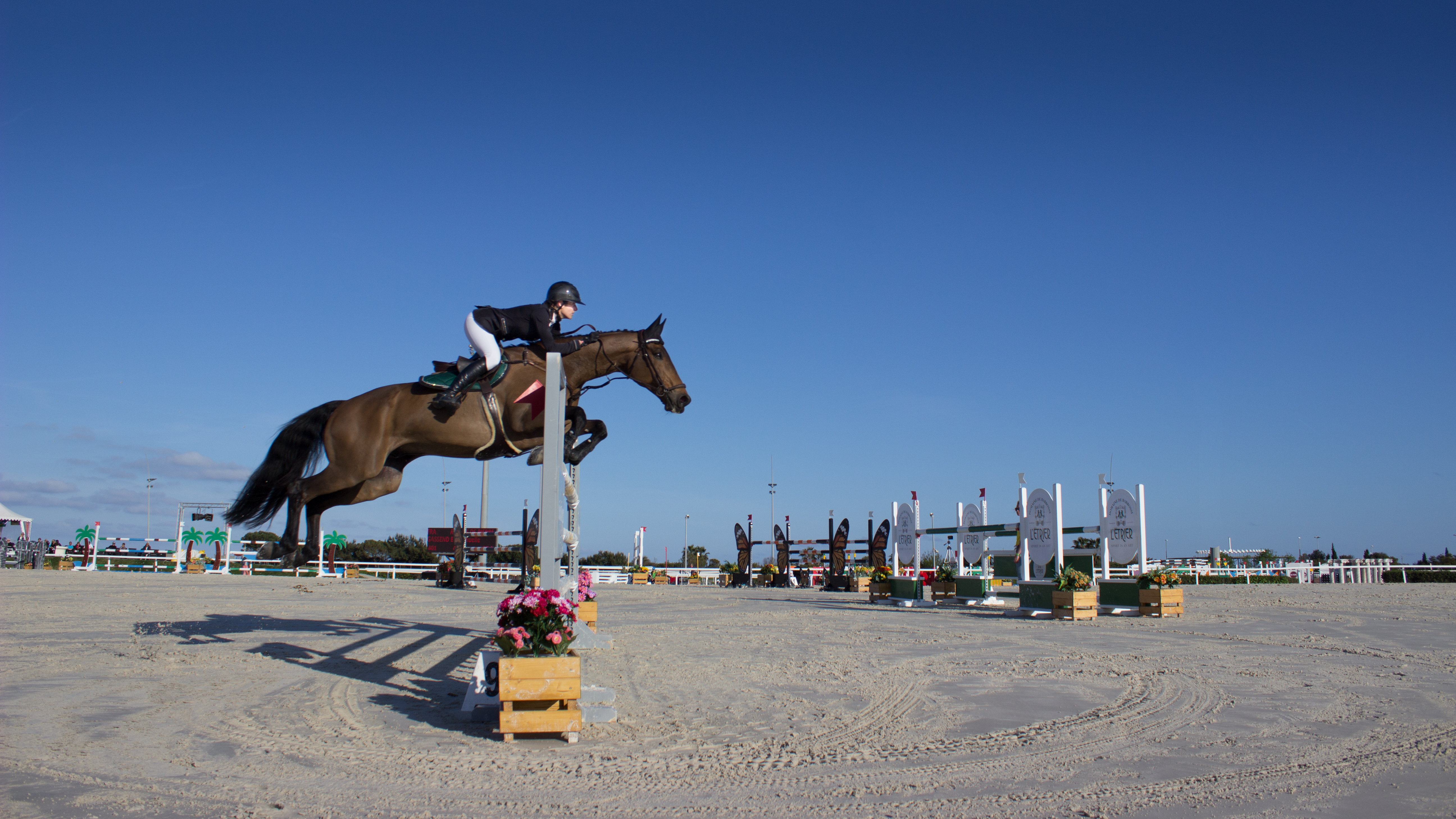
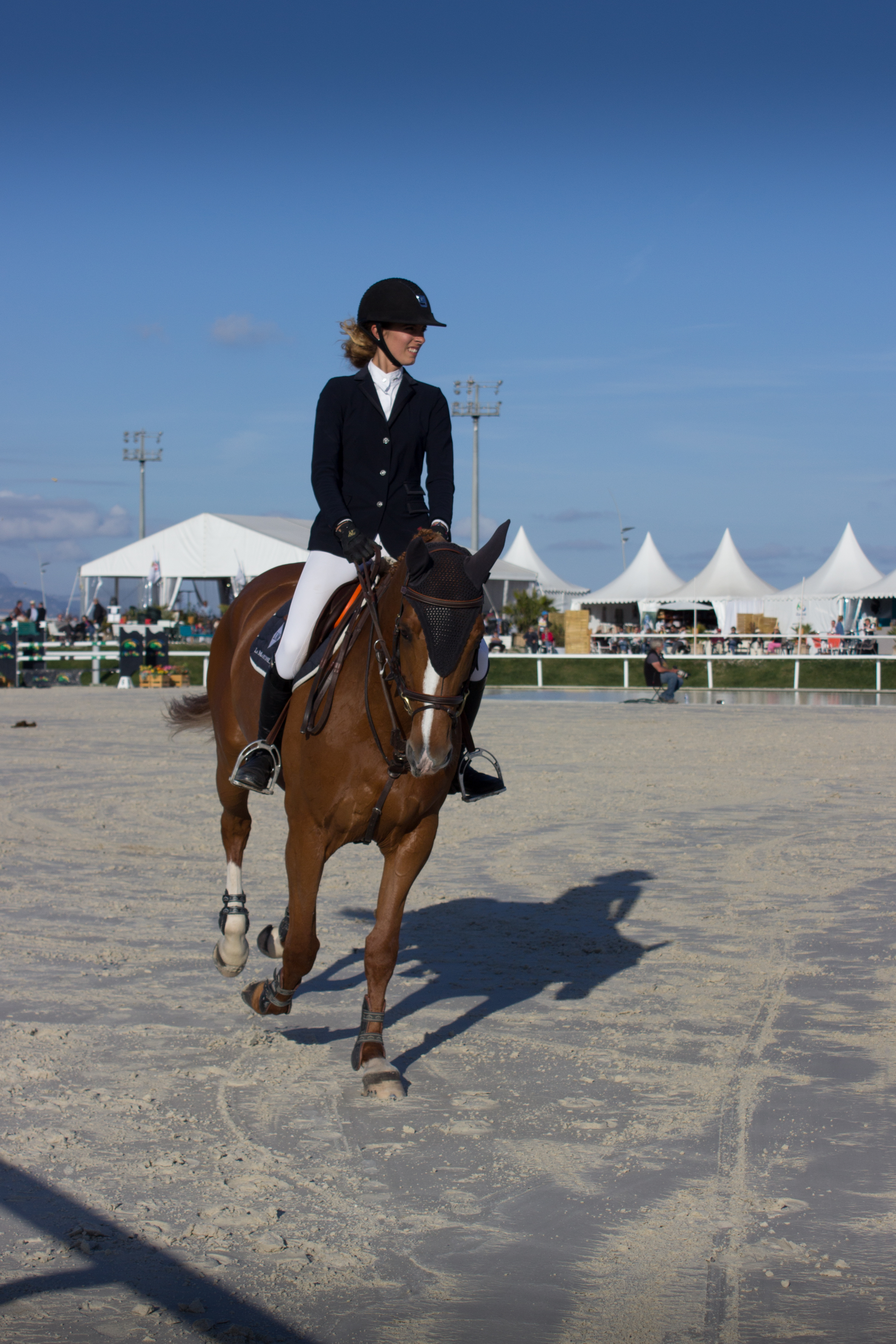
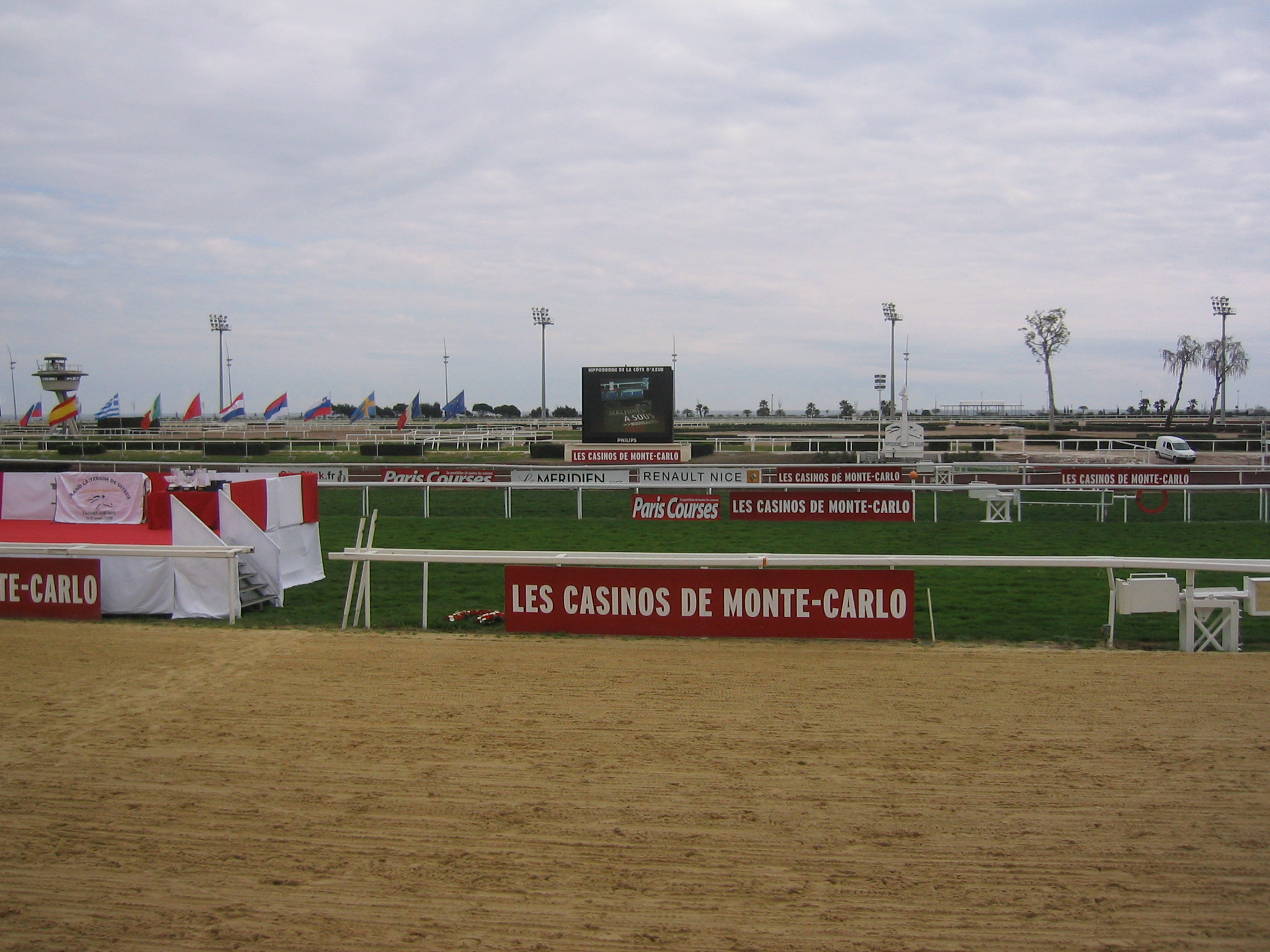
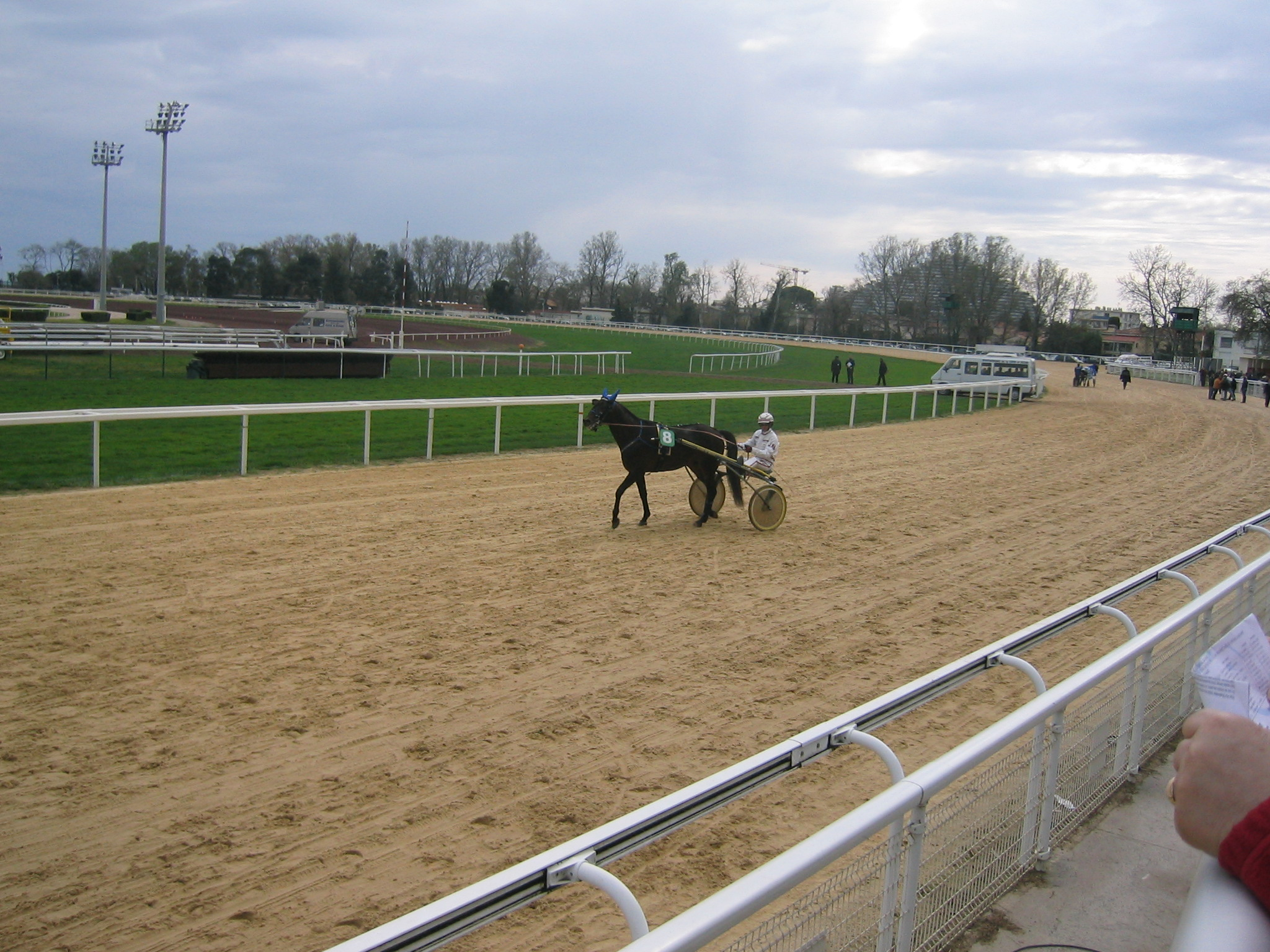